# Теляк (Алба)
Теляк (рум. Teleac) — село у повіті Алба в Румунії. Входить до складу комуни Чугуд.
Село розташоване на відстані 266 км на північний захід від Бухареста, 4 км на схід від Алба-Юлії, 76 км на південь від Клуж-Напоки.

## Населення
За даними перепису населення 2002 року у селі проживали 377 осіб, з них 374 особи (99,2%) румунів. Рідною мовою 376 осіб (99,7%) назвали румунську.